# Italicus (chef)

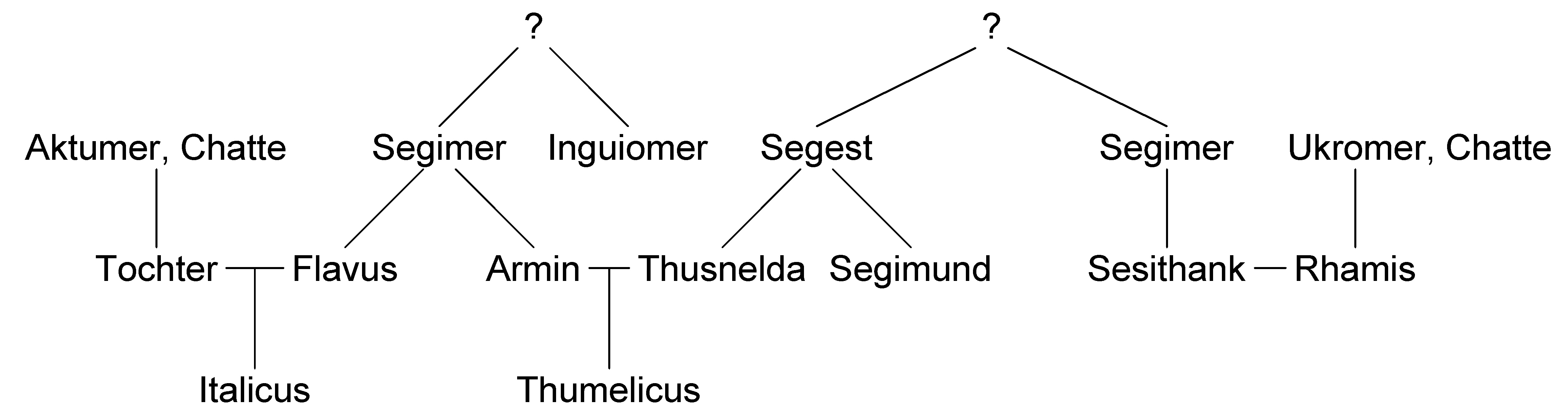
Arbre généalogique de la famille royale Chérusque

Italicus (fl. 1er siècle après J.-C.) était un chef des Chérusques, une tribu germanique. Il est principalement connu comme le neveu d'Arminius.

## Nom
Comme son père Flavus, son oncle Arminius ou son cousin Thumelicus, Italicus n'est connu que sous son nom latin, qui signifie « l'Italien ». Son nom d'origine reste inconnu.

## Vie
Italicus faisait partie de la famille royale de la tribu des Chérusques, alliée de l'Empire romain sous Auguste. Son père, Flavus, citoyen romain, et soldat dans l'armée romaine semble être resté loyal à Rome lorsque son grand-père, Segimer, et son oncle Arminius tendirent une embuscade à trois légions commandées par P. Quinctilius Varus dans la forêt de Teutoburg en 9 après J.-C.
Arminius semble avoir succédé à Segimer comme chef, mais son autorité fut contestée par son oncle Inguiomer et les Marcomans. Lors des campagnes de représailles de Germanicus, Flavus affronta et vanquit son frère Arminius au bord de la rivière Weser. Arminius fut finalement tué par son beau-père Ségeste en 21 après J.-C. 
Bien que la mère d’Italicus fût d’origine germanique, étant la fille du chef des Chattes, Actumerus, Tacite écrit dans ses Annales qu’Italicus avait été entièrement romanisé par son éducation. En 47 apr. J.-C., les Cherusques semblent avoir demandé à l’empereur Claude de l’envoyer pour les gouverner, alors qu'il "ne restait de la race royale qu'un seul rejeton, nommé Italicus, que l’on gardait à Rome",.
Familiarisé avec les façons germaniques et romaines de faire la guerre, Italicus semble initialement s’imposer comme chef des Cherusques, mais fut ensuite contraint à l’exil, accélérant le déclin d'un des peuples les plus puissants de Germanie. Il reprit le pouvoir avec l’aide des Lombards. Il fut remplacé comme chef par Chariomerus, probablement son fils, à une date indéterminée avant la victoire des Chattes sur les Cherusques, vers 88 apr. J.-C.,